# Катастрофа Boeing 707 в Гваделупе (1962)
Катастрофа Boeing 707 в Гваделупе (1962) — крупная авиационная катастрофа, произошедшая в пятницу 22 июня 1962 года. Авиалайнер Boeing 707-328A авиакомпании Air France выполнял плановый рейс AF117 по маршруту Париж—Лиссабон—Санта-Мария—Пуэнт-а-Питр—Каракас—Лима—Сантьяго, но при заходе на посадку в Пуэнт-а-Питре врезался в гору Дос-де-Эн. Погибли все находившиеся на его борту 113 человек — 103 пассажира и 10 членов экипажа.
На 2020 год катастрофа рейса 117 остаётся крупнейшей (по числу погибших) авиакатастрофой в истории Гваделупы.

## Самолёт
Boeing 707-328A (регистрационный номер F-BHST, заводской 18247, серийный 274) был выпущен компанией «Boeing» в 1962 году и 23 февраля совершил свой первый полёт. 9 марта того же года был передан авиакомпании Air France, в которой получил имя Chateau de Chantilly. Оснащён четырьмя турбореактивными двигателями Pratt & Whitney JT4A.

## Экипаж
Состав экипажа рейса AF117 был таким:
- Командир воздушного судна (КВС) — 42-летний Андре Лесьё (фр. André Lesieur).
- Второй пилот — 32-летний Раймон Фарре (фр. Raymond Farret).
- Штурман — 34-летний Пьер Юрлиманн (фр. Pierre Hurlimann).
- Бортинженер — 51-летний Ив Прюво (фр. Yves Pruvost).

В салоне самолёта работали 6 бортпроводников:
- Макс Эппе (фр. Max Epper), 53 года — старший бортпроводник.
- Серж Каж (фр. Serge Cage), 25 лет.
- Поль Д’Орн (фр. Paule D'Horne), 28 лет.
- Рене Гессле (фр. René Gaessler), 26 лет.
- Брижит Мику (фр. Brigitte Micoud), 23 года.
- Дениз Паж (фр. Denise Page), 26 лет.

## Хронология событий
Boeing 707-328A борт F-BHST выполнял рейс AF117 из Парижа в Сантьяго с промежуточными остановками в Лиссабоне, Санта-Марии, Пуэнт-а-Питре, Каракасе и Лиме. После вылета из Санта-Марии на его борту находились 10 членов экипажа и 103 пассажира. Среди пассажиров на борту находился французский политик и основатель Социалистической партии Гвианы Жюстен Катайе (фр. Justin Catayée).
В Гваделупе была ночь и вовсю бушевала гроза, высота облачности составляла около 300 метров, а видимость 10 километров. Также в аэропорту Пуэнт-а-Питра не работал VOR. На подходе к аэропорту экипаж доложил о пролёте ОПРС на высоте около 1520 метров, после чего, выполняя заход на посадку, совершил разворот в восточном направлении. Из-за грозы радиокомпас начал давать неверные показания и в итоге пилоты ошибочно посчитали, что они вошли в глиссаду, но на самом деле лайнер находился ещё в 15 километрах западнее.
В 04:03, находясь в 25 километрах от аэропорта Пуэнт-а-Питра, снижающийся рейс AF117 врезался в склон горы Дос-де-Эн (фр. Dos d'Âne) в коммуне Десэ на высоте 427 метров над уровнем моря и полностью разрушился. Все 113 человек на его борту погибли.
В течение месяца это была уже вторая катастрофа Boeing 707 авиакомпании Air France (предыдущая произошла 3 июня). Также эта катастрофа заметно сбила эйфорию от открытия аэропорта в Пуэнт-а-Питре. На 2020 год остаётся крупнейшей авиакатастрофой в Гваделупе.

## Расследование
Расследование осложнялось тем, что на разбившемся лайнере не были установлены бортовые самописцы. В итоге точная причина катастрофы официально так и не была установлена. Её основные версии:
- ошибки авиадиспетчера (неверная передача пилотам рейса 117 сведений о погоде);
- нерабочий VOR в аэропорту Пуэнт-а-Питра;
- сбой радиокомпаса борта F-BHST из-за помех, вызванных грозой[1].

## Память
В 2002 году, к 40-летию со дня катастрофы, на месте падения лайнера была установлена мемориальная доска. Также были сохранены многие обломки самолёта.

## Последствия катастрофы
Вопреки традиции после катастрофы отказываться от номера рейса в знак уважения к погибшим на нём, рейс AF117 в авиакомпании Air France существует и поныне; маршрут Париж—Шанхай и по нему летает Boeing 777.